# Maria Theresia Wilson
Maria Theresia Wilson (* 28. November 1980 in Regensburg als Maria Theresia Ludowika Klothilde Helene Alexandra Prinzessin von Thurn und Taxis) ist eine deutsche bildende Künstlerin.

## Biografie
Maria Theresia Wilson ist die Tochter von Johannes von Thurn und Taxis aus dem deutschen Adelsgeschlecht Thurn und Taxis und von Gloria von Thurn und Taxis, geb. Gräfin von Schönburg-Glauchau. Sie hat eine jüngere Schwester Elisabeth und einen jüngeren Bruder Albert. Maria Theresia besuchte die Grundschule sowie eine weiterführende Schule in Regensburg. Zum Erwerb der Hochschulreife wurde sie auf die Stowe School in England geschickt. Ab 2002 studierte sie in Madrid Soziologie, Psychologie und Kommunikation, ab 2004 studierte sie in London Kommunikations- und Medienwissenschaften mit dem Schwerpunkt Film und Regie an der City and Guilds of London Art School.

## Vermögen
Mit dem Tod ihres Vaters im Jahr 1990 erbte sie gemeinsam mit ihren Geschwistern und der Mutter dessen Privatvermögen; seitdem waren sie mit einem Besitz von rund 36.000 Hektar die größten privaten Großgrundbesitzer Deutschlands sowie mit rund 28.000 Hektar die größten Waldbesitzer Europas. Heute besitzen sie knapp 20.000 Hektar Wald in Deutschland und sind damit der größte Privatwaldbesitzer Deutschlands. Im Jahr 2004 wurden mehr als 5.000 Hektar Waldfläche an die Firma Blauwald von Adolf Merckle verkauft, um das Familienvermögen zu diversifizieren.

## Prozesse
2001 wurde Maria Theresia von Thurn und Taxis in zweiter Instanz vom Oberlandesgericht Hamburg eine Entschädigung durch die Bauer Verlagsgruppe zugesprochen, weil diese ihr in der Illustrierten Neue Post eine bevorstehende Hochzeit mit Kronprinz Felipe von Spanien nachgesagt und diese Behauptung mit einer Fotomontage unterstützt hatten.

## Glauben
Im August 2006 wurde sie gemeinsam mit ihrer Mutter und ihrer Schwester in die von ihrer Mutter als Gegenstück zur Marianischen Männer-Congregation Regensburg wiederbelebte Marianische Frauencongregation Regensburg aufgenommen. Im Juni 2009 wurde sie gemeinsam mit ihrer Mutter und ihrer Schwester in den Malteser Ritterorden aufgenommen.

## Privat
Am 16. Januar 2014 wurde über eine Anzeige in britischen Zeitungen die Verlobung von Maria Theresia von Thurn und Taxis mit dem britischen Maler Hugo Wilson (* 1982) bekanntgegeben. Das Paar lernte sich während des Studiums in London kennen, wo es auch heute lebt. Hugo Wilson, der zuvor der Kirche von England angehörte, konvertierte vor der Hochzeit eigens zum Katholizismus; die kirchliche Trauung fand am 13. September 2014 in der katholischen Kirche am Rathaus der Gemeinde Tutzing statt. Maria Theresia Wilson brachte am 21. August 2015 eine Tochter zur Welt. Ihre zweite Tochter wurde am 22. September 2017 geboren.